# Lagenicella mexicana
Lagenicella mexicana is een mosdiertjessoort uit de familie van de Teuchoporidae. De wetenschappelijke naam van de soort is voor het eerst geldig gepubliceerd in 1952 door Osburn.